# Шан-чжи
Шан Ги (также шан ги; ရှမ်းကြီး шан чжи, ရှမ်းသိုင်း шан таин) — стиль мьянманских боевых искусств, имеющих обобщенное название таин, возникший в северной Мьянме (Бирме), под влиянием южных стилей ушу.  
Слово «шан» — название этнической группы и штата, граничащего с Китаем, где развивалось данное боевое искусство. «Чжи» означает «боевое искусство».
Сообщается, что шан-чжи владел телохранитель шанского князя, который обучил ему бирманцев в начале XX века. Исторически спортивные поединки по шан-ги не проводились, только контактные бои без правил. Современное шан-чжи сформировано мастером У Таун Дином, добавившим к шанским техникам и ката японские, китайские и индийские.
Основная боевая техника шан-чжи — обезоруживание оппонента. Имеются как разновидности, в которых используется оружие, так и безоружный бой, в том числе против вооружённого оппонента.
Существуют профессиональные международные школы шан-чжи.